# Pycnolejeunea monophthalma
Pycnolejeunea monophthalma là một loài Rêu trong họ Lejeuneaceae. Loài này được (R.M. Schust.) X.-L. He miêu tả khoa học đầu tiên năm 1999.